# 5054 Keil
5054 Keil este un asteroid din centura principală de asteroizi.

## Descriere
5054 Keil este un asteroid din centura principală de asteroizi. A fost descoperit pe 12 ianuarie 1986 la Stația Anderson Mesa de Edward L. G. Bowell. El prezintă o orbită caracterizată de o semiaxă mare de 2,45 ua, o excentricitate de 0,15 și o înclinație de 7,5° în raport cu ecliptica.